# Tanagrowate
Tanagrowate (Thraupidae) – rodzina ptaków z rzędu wróblowych (Passeriformes), wcześniej klasyfikowana jako podrodzina trznadlowatych (Emberizidae). Do tanagrowatych zaliczanych jest obecnie około 380 gatunków ptaków występujących w strefie tropikalnej i subtropikalnej obu Ameryk – od Meksyku i skrajnego południa USA do Chile i Argentyny.

## Charakterystyka
Są to małe lub średnie ptaki, często bardzo kolorowo ubarwione. Młode jednoroczne ptaki oraz samice są zwykle mniej barwne niż samce.
Wiele gatunków ma bardzo ograniczony zasięg występowania (są endemitami).
Tanagry są wszystkożerne, ale rodzaj preferowanego pokarmu zależy od gatunku.
Lęg składa się z 3–5 jaj. Budową gniazda i wysiadywaniem zajmuje się samica. Samiec może karmić samicę w trakcie wysiadywania. Oboje rodzice biorą udział w karmieniu młodych. U kilku gatunków w karmieniu młodych pomaga zeszłoroczne potomstwo.

## Systematyka
Najbliżej spokrewnioną z tanagrowatymi rodziną są tanagrzyki (Mitrospingidae), które są często z nimi łączone w jedną rodzinę.

### Podział systematyczny
Do rodziny zaliczane są następujące podrodziny:
- Nemosiinae – polańczyki
- Orchesticinae – cynamonówki
- Catamblyrhynchinae – pluszogłówki – jedynym przedstawicielem jest Catamblyrhynchus diadema – pluszogłówka
- Hemithraupinae – cudotanagerki
- Diglossinae – haczykodziobki
- Tachyphoninae – żałobniki
- Charitospizinae – czarnoczubki – jedynym przedstawicielem jest Charitospiza eucosma – czarnoczubek
- Dacninae – cukrowniki
- Sporophilinae – ziarnojadki
- Saltatorinae – ziarnołuski
- Emberizoidinae – trznadlówki
- Poospizinae – czywiki
- Porphyrospizinae – żółtonosy
- Coerebinae – cukrzyki
- Thraupinae – tanagry